# Раджпутана

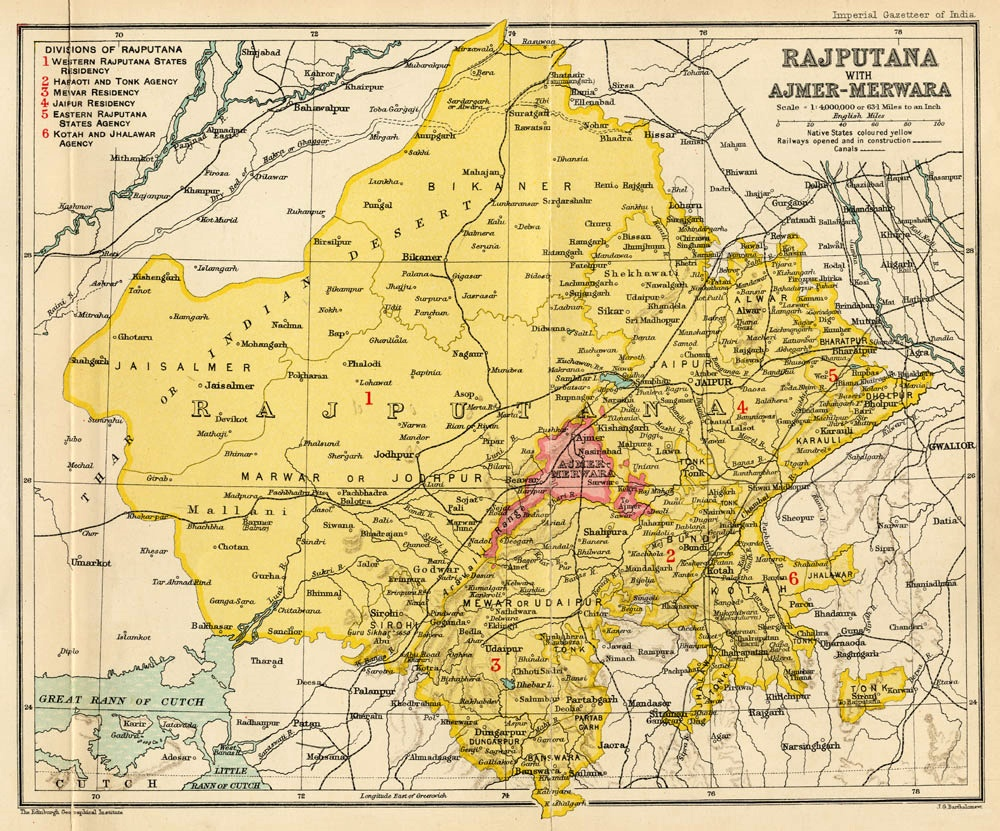
Зміни в регіоні, що відбулись від 1909 до 1949 року

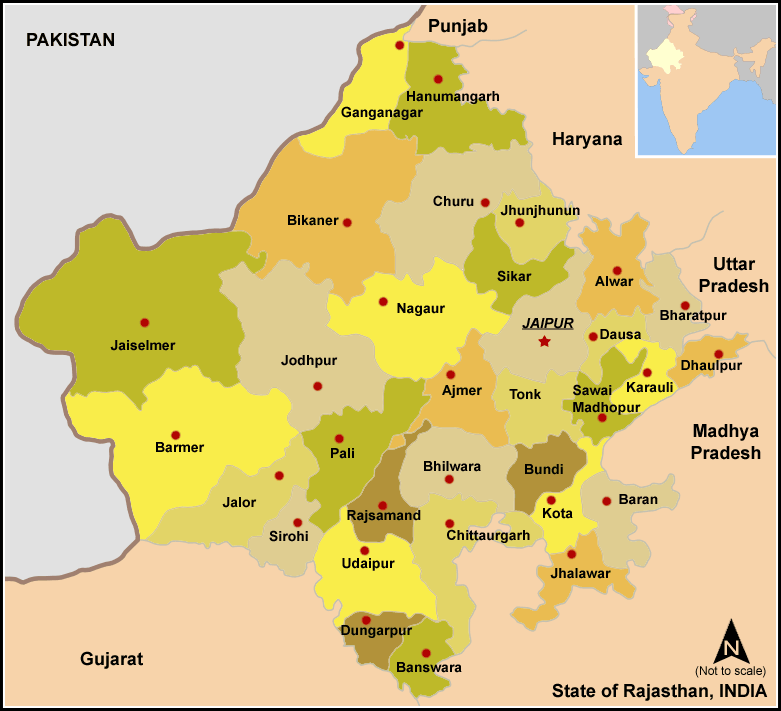
Сучасний Раджастан

Раджпутана — історична область в Індії.

## Історія
Первинно Раджпутана була землею ґуджарів, від яких, відповідно до однієї з теорій, пішли раджпути.
Починаючи з IX століття відомі своєю войовничістю раджпути клану Пратіхари відігравали провідну роль у політичному житті північно-західної Індії. У XIII—XIV століттях у тому регіоні оформилось близько 20 (імовірно 24) князівств, підконтрольних Делійському султанату. Після битви при Кхануа 1527 року вони опинились під владою імперії Моголів. У 1624—1820 роках — у складі Маратхської конфедерації. Вперше назва «Раджпутана», імовірно, вживалась у місцевій раджпутській адміністративній документації, що не збереглась, від початку XVIII століття. 1800 року назву було введено у вжиток британцем Джоржем Томасом. До 1858 року Раджпутана входила до складу земель, підконтрольних Британській Ост-Індійській компанії, а потім увійшла до числа васальних князівств Британської Індії.
1949 року було ухвалено рішення про об'єднання та реструктуризацію раджпутських князівств у новий штат Раджастхан, що офіційно набрало чинності разом з Конституцією 1950 року.